# 范浦駅
范浦駅（ポンポえき）は朝鮮民主主義人民共和国咸鏡南道金野郡に位置する朝鮮民主主義人民共和国鉄道省平羅線の駅である。

## 歴史
- 1935年5月1日：開業[1]。

## 隣の駅
平羅線
仁興駅 - 范浦駅 - 旺場駅